# Іспанська імміграція в Чилі
Значна частина чилійського населення походить від іспанських поселенців, які мігрували в Чилі (в основному  з Андалузії, Кастилії, Естремадури і Басконії) між 16-18 століттям, під час колоніальної епохи, коли Чилі було частиною Іспанської імперії .
Хоча іммігранти  інших національностей з Європи теж були включені в іспаномовну базу чилійського суспільства, чилійський фольклор, тим не менш є безсумнівно іспанського походження, особливо андалузійського і басконського. Все, що стосується культури уаса можна з відносною легкістю відстежити в Андалусії. Як іспанська мова і католицька релігія як керівні ознаки службових елементів, так і сільська архітектура, ферми, маєтки і незліченна кількість традицій, які поширені в цій області, є спадщиною іспанських колоністів, які іммігрували в Чилі в минулому.
Згодом почалися нові хвилі іспанської імміграції протягом дев'ятнадцятого і двадцятого століть. Особливої згадки заслуговує масовий приплив біженців у наслідок громадянської війни в Іспанії. Чилійці іспанського походження, які ідентифікують себе в культурному відношенні з Іспанією, є тими, чиї предки мігрували в Чилі як після здобуття незалежності, так і під час громадянської війни в Іспанії.
Хоча переважна більшість чилійців, білих і метисів, є в основному іспанського походження, які не пов'язують себе з Іспанією, а тільки з Чилі, або відносяться до іммігрантів з інших європейських країн. Причина полягає в тому, що їхні предки прийшли з Іспанії під час колоніальної епохи, а після здобуття Чилі  незалежності, вони назавжди поміняли свою іспанську ідентичність на чилійську .
Переважна більшість чилійців (майже 95 %), мають іспанські прізвища. 69 % є кастильсько-Андалузійського походження, 14 % басксько-Наварського походження, 3 % каталонсько-валенсійського походження. Найпоширеніше прізвище в Чилі — Гонсалес. 

Тому, коли ми говоримо про іноземні імена, це не включає в себе іспанські прізвища, тому що вони вважаються чилійськими. З цієї причини, тільки меншість чилійців що народжені з іспанськими прізвищами визнають і відзначають свою іспанську ідентичність, як правило, їхні  батьки чи бабусі й дідусі народилися в Іспанії.